# Артур Філемон Коулмен
Артур Філемон Коулмен (4 квітня 1852 — 26 лютого 1939) — канадський геолог і академік.

## Життєпис
Народився в Лашуте, Квебек, син преподобного Френсіса Коулмана та Еммелін Марії Адамс, він отримав ступінь бакалавра мистецтв у 1876 році та ступінь магістра мистецтв у 1880 році в коледжі Вікторії в Кобурзі, Онтаріо. Отримав ступінь доктора філософії. в університеті Бреслау в 1881 році.
У 1882 році Коулман приєднався до кафедри геології та природної історії коледжу Вікторії в якості професора. З 1891 по 1901 рік він був професором геології в Школі практичних наук у Торонто. З 1893 по 1909 рік він був геологом у Гірничому бюро уряду Онтаріо. З 1901 по 1922 рік він був професором геології в Університеті Торонто і був деканом факультету мистецтв з 1919 по 1922 рік. З 1931 по 1934 роки він був геологом у Департаменті шахт уряду Онтаріо.
У 1898 році Коулман разом із геологом Джорджем Мерсером Доусоном і відомим анархістом Петром Кропоткіним очолив польову експедицію з метою дослідження ресурсів. Кропоткін віддав належне Коулмену, написавши, що він «добре знайомий із шахтарським регіоном Центральної Канади».
У 1907 році Коулман зробив висновок про «нижньогуронський льодовиковий період»   на основі аналізу геологічної формації поблизу озера Гурон.
Коулман був обраний членом Королівського товариства Канади в 1900 році і був його президентом в 1921 році. Він був нагороджений медаллю Мерчісона Лондонського геологічного товариства в 1910 році, а в 1928 році був нагороджений медаллю Флавелла Королівського товариства Канади. У 1902 році він був обраний президентом Канадського королівського інституту, а в 1910 році став членом Королівського товариства. У 1915 році він був президентом Геологічного товариства Америки. У 1929 році він був призначений почесним віце-президентом Канадського королівського географічного товариства.
Він був автором:
- Reports on the Economic Geology of Ontario (1903)
- Lake Ojibway; Last of the Great Glacial Lakes (1909)
- The Canadian Rockies: New and Old Trails (1911)
- Ice Ages, Recent and Ancient (1926), and was co-author of Elementary Geology (1922).
- The Last Million Years (1941) Edited by George F. Kay.